# Menkar
Menkar (Alfa Ceti, α Cet) – druga co do jasności gwiazda w gwiazdozbiorze Wieloryba (wielkość gwiazdowa: 2,53m), jej odległość od Słońca to ok. 220 lat świetlnych.

## Nazwa
Gwiazda ma tradycyjną nazwę Menkar wywodzącą się od arabskiego ‏منخر‎ minḣar, co oznacza „nozdrze” (Wieloryba). Międzynarodowa Unia Astronomiczna w 2016 roku formalnie zatwierdziła użycie nazwy Menkar dla określenia tej gwiazdy.

## Charakterystyka
Alfa Ceti jest czerwonym olbrzymem należącym do typu widmowego M1,5. Temperatura tej gwiazdy to 3700 K, w zakresie widzialnym emituje ona 380 razy więcej niż Słońce, a po uwzględnieniu podczerwieni wypromieniowuje ona 1800 razy więcej energii. Olbrzym ten ma promień 77 razy większy niż promień Słońca. Jest to pulsująca gwiazda zmienna, jej jasność zmienia się od 2,45 do 2,54m.